# Ptilotrigona lurida
Ptilotrigona lurida är en biart som först beskrevs av Smith 1854.  Ptilotrigona lurida ingår i släktet Ptilotrigona och familjen långtungebin. Inga underarter finns listade i Catalogue of Life.